# 种朴
种朴（1051年—1099年），宋代将领，知环州，元符二年(1099年)，宋军举兵攻青海东部河湟谷地)，以青唐城(今西宁)为鄯州，邈川城(今青海乐都)为湟州，于吐蕃族战斗中种朴阵亡。

## 请参看
- 种家将